# أكتيس كابيتال
أكتيس (بالإنجليزية: Actis Capital)‏ هي شركة استثمار عالمية في الأسواق الناشئة تركز على فئات الأسهم الخاصة والطاقة والبنية التحتية والأصول العقارية. لديها محفظة متنامية من الاستثمارات في جميع أنحاء آسيا وأفريقيا وأمريكا اللاتينية و 12 مليار دولار أمريكي من الأصول الخاضعة للإدارة. منذ إنشائها في عام 2004، جمعت الشركة 19 مليار دولار من رأس المال، ونفذت أكثر من 200 صفقة في أكثر من 40 دولة عبر جميع فئات الأصول الأربع. 

## التاريخ
تأسست الشركة في عام 2004 بصفتها شركة تابعة لمجموعة سي دي سي، عندما تم بيع 60٪ من الشركة لمديري وموظفي سي دي سي مقابل مبلغ إجمالي قدره 373000 جنيه إسترليني.  حصلت الشركة الجديدة على ضمان شامل لمدة خمس سنوات بأنها ستستمر في إدارة جميع الاستثمارات الخارجية الحالية لس دي سي والتي يبلغ مجموعها 900 مليون دولار أمريكي في صناديق سي دي سي. وفقًا لوزارة التنمية الدولية البريطانية، تم الاتفاق على السعر بعد تقييم من قبل المستشارين الماليين لشركة كيه بي إم جي.
في عام 2007، تعرض رئيس الوزراء البريطاني جوردون براون للهجوم بسبب بيع شركة أكتيس بعد أن أصبح واضحًا أن الشركة المملوكة للحكومة سابقًا قد حققت ملايين الجنيهات الاسترلينية لموظفيها السابقين. 
في 1 مايو 2012، أعلن وزير الدولة للتنمية الدولية، أندرو ميتشيل، أن حصة الدولة المتبقية البالغة 40٪ قد بيعت إلى إدارة أكتيس مقابل 8 ملايين جنيه إسترليني مبدئيًا. تضمنت الصفقة أيضًا حصة من الأرباح المستقبلية التي قد تصل قيمتها إلى أكثر من 62 مليون جنيه إسترليني لحكومة المملكة المتحدة. 
في أغسطس 2013، استحوذت أكتيس على وحدة خدمات الدفع التابعة للشركة الجنوب أفريقية، بايكورب، مقابل 95 مليون دولار أمريكي. 
في أكتوبر 2013، أعلنت الشركة أنها استثمرت 48 مليون دولار أمريكي في شركة الأدوية الهندية سيمبيوتك فارمالاب. 
في مارس 2019، حصلت أكتيس على لقب «شركة الاستثمار المؤثرة للعام». كما احتلت الشركة المرتبة الثانية في فئة الأسهم الخاصة في مجال الطاقة. 
في منتصف عام 2018، بعد الأزمة وإنهيار مجموعة أبراج، تحركت أكتيس للاستحواذ على وتولي إدارة صناديق أبراج في الشرق الأوسط وشمال أفريقيا. 